# Acritus caledonicus
Acritus caledonicus är en skalbaggsart som beskrevs av Yves Gomy 1981. Acritus caledonicus ingår i släktet Acritus och familjen stumpbaggar. Inga underarter finns listade i Catalogue of Life.